# Антим I Цариградски
Антим I Цариградски (грч. Ανθιμος Α΄; преминуо после 560.) је био цариградски патријарх у периоду од јуна 535. до марта 536. године.
Пре свог уздизања на Цариградски трон, Антим је био митрополит Трапезунда (после 518.), а био је умешан у теолошки спор са монофизитима 532. године. После смрти патријарха Епифанија, уз подршку царице Теодоре, постао је цариградски патријарх. Након тога се зближио са монофизитским вођама Севиром из Антиохије и Теодосијем I Александријским и почео да дели њихове ставове.
Каноничност избора Антима за патријарха оспорио је папа Агапит I због преласка са једног трона на други (забрањено 15. правилом Првог васељенског сабора). Видевши претњу све већег утицаја монофизита на царском двору, папа је почетком 536. године дошао у Цариград и издејствовао од цара Јустинијана уклањање Антима са патријаршијског престола. Његово место је заузео Свети Мина.
У мају-јуну 536. године одржан је помесни сабор, који је у одсуству екскомуницирао Антима из цркве и лишио га светих тајни; ова одлука је потврђена царским едиктом 6. августа 536. године. После овога, царица Теодора га је скривала 12 година у тајној келији у својој палати. После царичине смрти, Антим се помирио са Јустинијаном и наставио да борави у царској палати до своје смрти.
Сачувани су само фрагменти Антимових списа, као и неколико његових писама монофизитским вођама.